# Litvai Nelli
Litvai Nelli (Budapest, 1946. július 11. –) dramaturg, író, műfordító. Számos vidéki és fővárosi színháznál tevékenykedett. 1982-ben a Budapesti Katona József Színház alapító tagja volt.

## Életút
1971-ben szerzett bölcsészdiplomát. Dramaturgi pályáját a kaposvári Csiky Gergely Színháznál kezdte. Ezt a zalaegerszegi Hevesi Sándor Színház követte. 1978-ban őt is Nemzeti Színház megújítójaként szerződtették, de 1982-ben – a Budapesti Katona József Színház alapító tagjaként – követte Székely Gábort és Zsámbéki Gábort.
1993-tól szabadúszóként több színháznál is tevékenykedik. Kiemelkedő szerepe – dramaturg, sok esetben író – van a gyermek- és ifjúsági előadások létrehozásában. Sokoldalúságát jellemzi, hogy számos forgatókönyvét is megfilmesítették.

## Munkáiból

### Dramaturg
- Dumas–Várady Szabolcs A három testőr (Rendezte: Babarczy László)
- Pinter: Hazatérés (Rendezte: Ascher Tamás)
- Ionesco: Haldoklik a király (Rendezte: Ascher Tamás)
- Molière: Tudós nők (Rendezte: Major Tamás)
- Gozzi: Szarvaskirály (Rendezte: Jiří Menzel)
- Dosztojevszkij–Forgách András: A játékos (Rendezte: Csizmadia Tibor)
- Corneille: L'Illiusion Comique (Rendezte: Szikora János)
- Ramon del Valle-Inclán: Lárifári hadnagy felszarvazása (Rendezte: Máté Gábor)
- Koltes: Roberto Zucco (Rendezte: Michel Dezoteux)
- Illyés Gyula: A szélkötő kalamona (átdolgozás; rendezte: Lendvai Zoltán)
- Shakespeare: A windsori víg nők (Rendezte: Kelemen József)
- Carlo Collodi: Pinokkió (Rendezte: Ascher Tamás,[2] Seres Ildikó, Lendvai Zoltán, Galkó Bence, Simon Balázs)[3]

### Fordító
- Ariano Suassuna : A kutya testamentuma

### Szerző
- A lovaggá ütött vándor (Mesejáték)
- A kis hableány (Andersen meséje alapján)
- Világszép nádszálkisasszony
- Rubin lovag és Könnykirály. Mese estéről estére; Litvai Nelli, Bp., 2017
- Kőtenger; Ab Ovo, Bp., 2018

### Filmforgatókönyv-író
- Paszport (2000)
- Utazás az öreg autóval (1987)

## Jellemzés
| „ | Litvai Nelli a hazai gyerekszínház ügyének jelentős személyisége. Az ő nevéhez fűződik Collodi Pinokkiójának színpadi változata, mely 1973-as bemutatójával az újszerű színházi törekvések egyik jelképe lett, és bizonyította: a gyermekszínház egyenrangúan fontosnak számít a felnőtteknek szóló előadásokkal. Mint a laudációban is elhangzott: Litvai Nelli későbbi színdarabjain és átdolgozásain is átragyog a gyerekvilág derűje és komolysága, az, amit csak olyan alkotó adhat a színháznak, aki otthon van a mesék birodalmában és átélten ismeri közönsége a gyermekek gondolkodását. | ” |
|   | |   |

## Elismerései
- Assitej Életműdíj (Kaposvár, 2008)